# Kaliumtellurid
Kaliumtellurid, K2Te ist eine anorganische chemische Verbindung aus Tellur und Kalium. Neben diesem sind mit K2Te3, K2Te2 und K5Te3 weitere Kaliumtelluride bekannt.

## Gewinnung und Darstellung
Kaliumtellurid kann durch Reaktion von Kalium mit Tellur in Ammoniak unter Ausschluss von Luft gewonnen werden.
{\displaystyle \mathrm {2\ K+Te\longrightarrow K_{2}Te} }

## Eigenschaften
Kaliumtellurid ist ein schwach gelblicher hygroskopischer Feststoff, der sich an Luft unter Tellurabgabe zersetzt. Er ist löslich in Wasser, wobei sich die Lösung an Luft ebenfalls unter Tellurabgabe zersetzt.
{\displaystyle \mathrm {2\ K_{2}Te+2\ H_{2}O+O_{2}\longrightarrow 4\ KOH+2\ Te} }
Die kubische Kristallstruktur entspricht dem Anti-Calciumfluoridtyp mit der Raumgruppe Fm3m (Raumgruppen-Nr. 225). Unter hohem Druck und teilweise zusätzlich hohen Temperaturen sind vier weitere Kristallstrukturen bekannt.